# W88 (Kernwaffe)
Der W88 sowie W88 Alt 370 sind thermonukleare Gefechtsköpfe der USA.

## Geschichte

Aufbau
Tritium
oben: Plutonium
Sprengstoff
Fogbank
unten: Uran
LiD
^{238}U-Reflektor

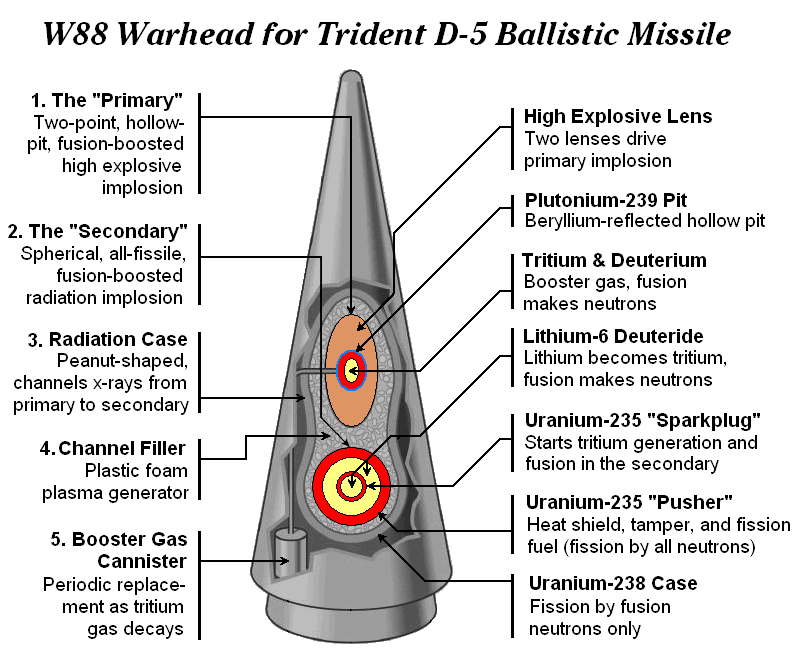

Der W88 ist der jüngste Sprengkopf im US-Arsenal. Er wurde für die Trident II D-5-SLBM zur Stationierung auf SSBNs der Ohio-Klasse vom Los Alamos National Laboratory (LANL) und Sandia entwickelt. Ziel war die Entwicklung eines Sprengkopfes mit relativ hoher Sprengkraft und hoher Zielgenauigkeit zum Bekämpfen von „harten“ Zielen wie beispielsweise Raketensilos. Der ebenfalls für die Trident entwickelte W76-Sprengkopf war dazu nicht in der Lage. Das grundlegende Design stammt aus den 1970er Jahren und konnte noch vor dem Inkrafttreten des Threshold Test Ban Treaty 1976 mit voller Sprengkraft getestet werden. Die konkreten Entwicklungsarbeiten am Sprengkopf begannen im März 1984 in Los Alamos. Im März 1986 begannen die Entwicklungsarbeiten für das finale Produktionsdesign und die ersten Sprengköpfe wurden im März 1989 fertiggestellt. Die Massenproduktion begann im April 1989 mit 4000 bis 5000 geplanten Einheiten. Allerdings wurde die Anlage zur Herstellung der Plutoniumkerne in Rocky Flats im November 1989 nach einer Razzia durch das FBI wegen Umwelt- und Sicherheitsproblemen endgültig geschlossen. Damit endete auch die Produktion des W88. Admiral Raymond G. Jones Jr. erklärte, dass genügend W88-Sprengköpfe zum Ausrüsten von 4 U-Booten der Ohio-Klasse produziert seien, was bei 8 Sprengköpfen und 24 Raketen pro Boot etwa 800 Einheiten entspricht. Allerdings wird von den meisten Quellen eine Anzahl von 400 Sprengköpfen angegeben. Laut dem Nuclear Notebook des Bulletin of Atomic Scientists befanden sich Ende 2008 384 W88 im aktiven Dienst mit weiteren 20 in Reserve.
Durch die Schließung der Einrichtung in Rocky Flats waren die USA bis zur Mitte des Jahres 2003 außerstande, Plutoniumkerne für Kernwaffen herzustellen. In jenem Jahr wurde an der TA-55-Einrichtung in Los Alamos der erste neue zertifizierbare Plutoniumkern für einen W88-Sprengkopf seit 1989 hergestellt. Diese Anlage soll bis zu 10 Kerne pro Jahr für den W88 produzieren, die für Testzwecke zerstörte Kerne ersetzen sollen.
1995 wurden der CIA geheime chinesische Dokumente zugespielt, die detaillierte Informationen über den W88, die Trident II D-5 und andere thermonukleare Sprengköpfe der USA enthielten. Im Zuge der Untersuchungen dieses Spionagefalles wurden allgemeinere Informationen über den Aufbau des W88 publik.
Im Oktober 2012 wurde das W88 Alteration 370-Programm zur Weiterentwicklung und Modernisierung gestartet. Unter anderem wurde der Zündmechanismus sowie die konventionellen Sprengstoffe modernisiert. Im Juli 2021 wurde der erste Gefechtskopf ausgeliefert, der letzte soll (Stand 2023) im Jahr 2025 ausgeliefert werden.

## Design

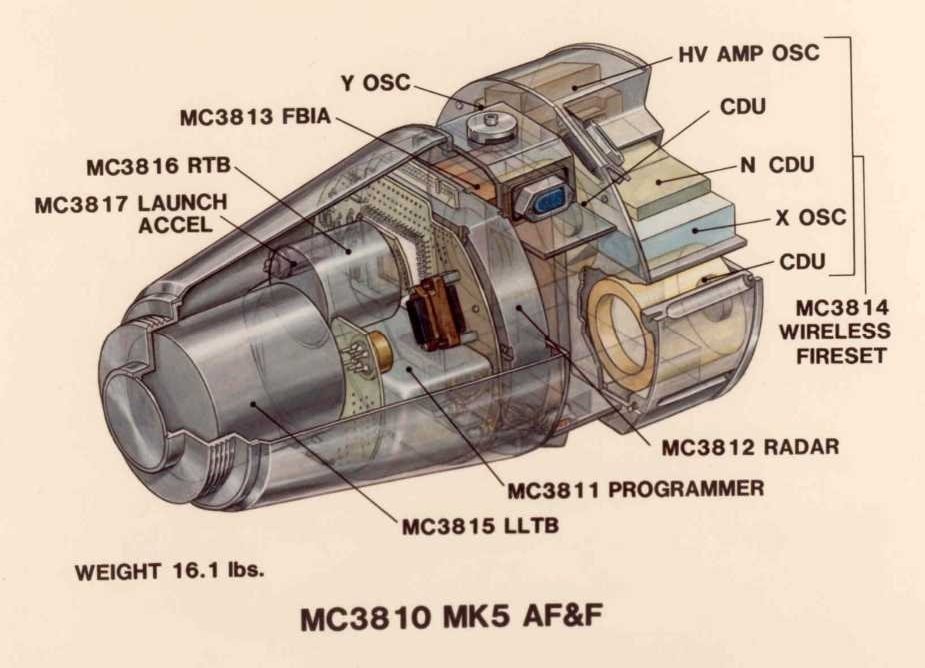
Steuer- und Kontrollsysteme

Der W88 ist eine nicht-sphärische, zweistufige Variante des Teller-Ulam-Designs mit einer Sprengkraft von 475 kt. Sein Aufbau stimmt weitgehend mit dem des vom Lawrence Livermore National Laboratory entworfenen W87-Sprengkopf überein. Die erste Stufe der Waffe besteht aus einer mit Deuterium-Tritium-Gas gefüllten Plutoniumkugel mit einem Neutronen-Reflektor aus Beryllium. Der chemische Sprengstoff, der den Kern zur Implosion bringt, ist PBX-9501 (Oktogen/Weichmacher), der an zwei Punkten gezündet wird. Der Fusionssprengstoff ist Lithiumdeuterid mit 95%igem 6Li. Die Fusionsstufe ist mit hochangereichertem Uran umgeben. Die Elektronik des Sprengkopfes ist gegen nukleare Effekte gehärtet.
Der W88 ist in einem Mk5-Wiedereintrittskopf (Hitzeschild) untergebracht. Dieser besteht aus mit Graphit-Epoxidharz-Verbundwerkstoff beschichtetem Aluminium und einer Spitze aus CFK. Der Mk5 ist weitgehend baugleich mit dem Mk21-Wiedereintrittskopf des W87.

## Daten
| Sprengsatz            | W88                                      | W88 Alt 370                                 |  |
| --------------------- | ---------------------------------------- | ------------------------------------------- |  |
| Wiedereintrittskopf   | Mk5                                      | Mk5                                         |  |
| Status                | aktiver Bestand                          | aktiver Bestand                             |  |
| Betreiber             | US Navy                                  | US Navy                                     |  |
| Entwickler            | LANL, SNL                                | LANL, SNL                                   |  |
| Entwicklungsbeginn    | 1984                                     | Oktober 2012                                |  |
| Produktionsbeginn     | April 1989                               | Mitte 2020 (erstes Serienprodukt Juli 2021) |  |
| Produktionsende       | Dezember 1989                            | 2025 (voraussichtlich)                      |  |
| Produzierte Stückzahl | >400                                     | unbekannt                                   |  |
| Design                | Teller-Ulam, zweistufig, nicht sphärisch | Teller-Ulam, zweistufig, nicht sphärisch    |  |
| Masse                 | unter 360 kg                             | unbekannt                                   |  |
| Länge                 | 1,75 m                                   |                                             |  |
| Maximaler Durchmesser | 0,55 m                                   |                                             |  |
| Sprengkraft           | 475 kt                                   | unbekannt                                   |  |
| Trägersystem          | Trident II D-5                           | Trident II D-5                              |  |
| Anzahl pro Träger     | 4–6 (max. 8 durch START-1)               | 4–6 (max. 8 durch START-1)                  |  |
| Streukreisradius      | etwa 100 m                               | unbekannt                                   |  |
| Quelle:               |                                          |                                             |  |